# Lamego
Lamego est une municipalité (en portugais : concelho ou município) et une ville (cidade) du Portugal, située dans le district de Viseu et la région Nord. Elle est le siège du diocèse de Lamego.

## Géographie
Lamego est limitrophe :
- au nord, de Mesão Frio et Peso da Régua,
- à l'est, d'Armamar,
- au sud-est, de Tarouca,
- au sud-ouest, de Castro Daire,
- à l'ouest, de Resende.

## Démographie
| 1801   | 1849   | 1900   | 1930   | 1960   | 1981   | 1991   | 2001   | 2004   |
| ------ | ------ | ------ | ------ | ------ | ------ | ------ | ------ | ------ |
| 14 688 | 20 240 | 31 835 | 34 730 | 36 320 | 32 833 | 30 164 | 28 081 | 27 054 |

| 2011   | - | - | - | - | - | - | - | - |
| ------ | - | - | - | - | - | - | - | - |
| 26 691 | - | - | - | - | - | - | - | - |

La population de la ville est d'environ 17 000 habitants.

## Subdivisions
Depuis la loi no 11-A/2013 du 28 janvier 2013, portant réorganisation administrative du territoire des freguesias, la municipalité de Lamego groupe 18 paroisses (freguesia en portugais) contre 24 auparavant :
- Avões
- Bigorne, Magueija e Pretarouca (fusion de Bigorne, Magueija et Pretarouca)
- Britiande
- Cambres
- Cepões, Meijinhos e Melcões (fusion de Cepões, Meijinhos et Melcões)
- Ferreirim
- Ferreiros de Avões
- Figueira
- Lalim
- Lamego (Almacave e Sé) (fusion d'Almacave et Sé)
- Lazarim
- Parada do Bispo e Valdigem (fusion de Parada do Bispo et Valdigem)

Carte des paroisses de Lamego.

- Penajóia
- Penude
- Samodães
- Sande
- Várzea de Abrunhais
- Vila Nova de Souto d'El-Rei

## Jumelage
Lamego est jumelée avec Bouchemaine, commune française de Maine-et-Loire.

## Patrimoine
- Sanctuaire de Notre-Dame des Remèdes, situé dans la freguesia de Sé.
- Château de Lamego

## Personnalité liée à la localité
C'est le lieu de naissance de Gaius Appuleius Diocles (IIe siècle apr. J.-C.), aurige considéré par certains comme le sportif ayant gagné le plus d'argent dans l'histoire.